# Skyr
Skyr (spreek uit: skir) is een typisch IJslands melkproduct. Het zou, net als koeien, door Vikingen vanuit Noorwegen naar dat eiland zijn meegenomen ten tijde van de kolonisatie van IJsland.
Skyr werd oorspronkelijk gemaakt van zowel schapenmelk als koeienmelk, maar vanaf het begin van de 19e eeuw alleen van koeienmelk. Het originele product werd in 2021 alleen nog bij enkele boerderijen op IJsland gemaakt.

## Ambachtelijke bereiding
Aan rauwe volle melk worden enkele druppels stremsel toegevoegd en een restant van oude skyr, waarin de skyrcultuur aanwezig is, die naast bacteriën ook gisten bevat die de smaak bepalen. De melk wordt verwarmd tot ongeveer 85 graden, zodat het vet en de caseïne boven komen drijven. Daarbij wordt het mengsel geroerd. Als de melk gestremd is - zoals verse kaas - laat men die uitlekken in een katoenen zak. Na lang uitlekken blijft een droog product over, ongeveer 10% van de oorspronkelijke hoeveelheid melk. Het bevat ruim 13% aan proteïnen. De wei die uit de gestremde melk is gedropen wordt niet door mensen genuttigd.
Oorspronkelijke skyr bevat geen verdikkingsmiddelen zoals pectine en/of gemodificeerd (maïs)zetmeel, zoals deze wel voorkomen in het fabrieksmatig bereide product.

## Fabrieksmatige bereiding

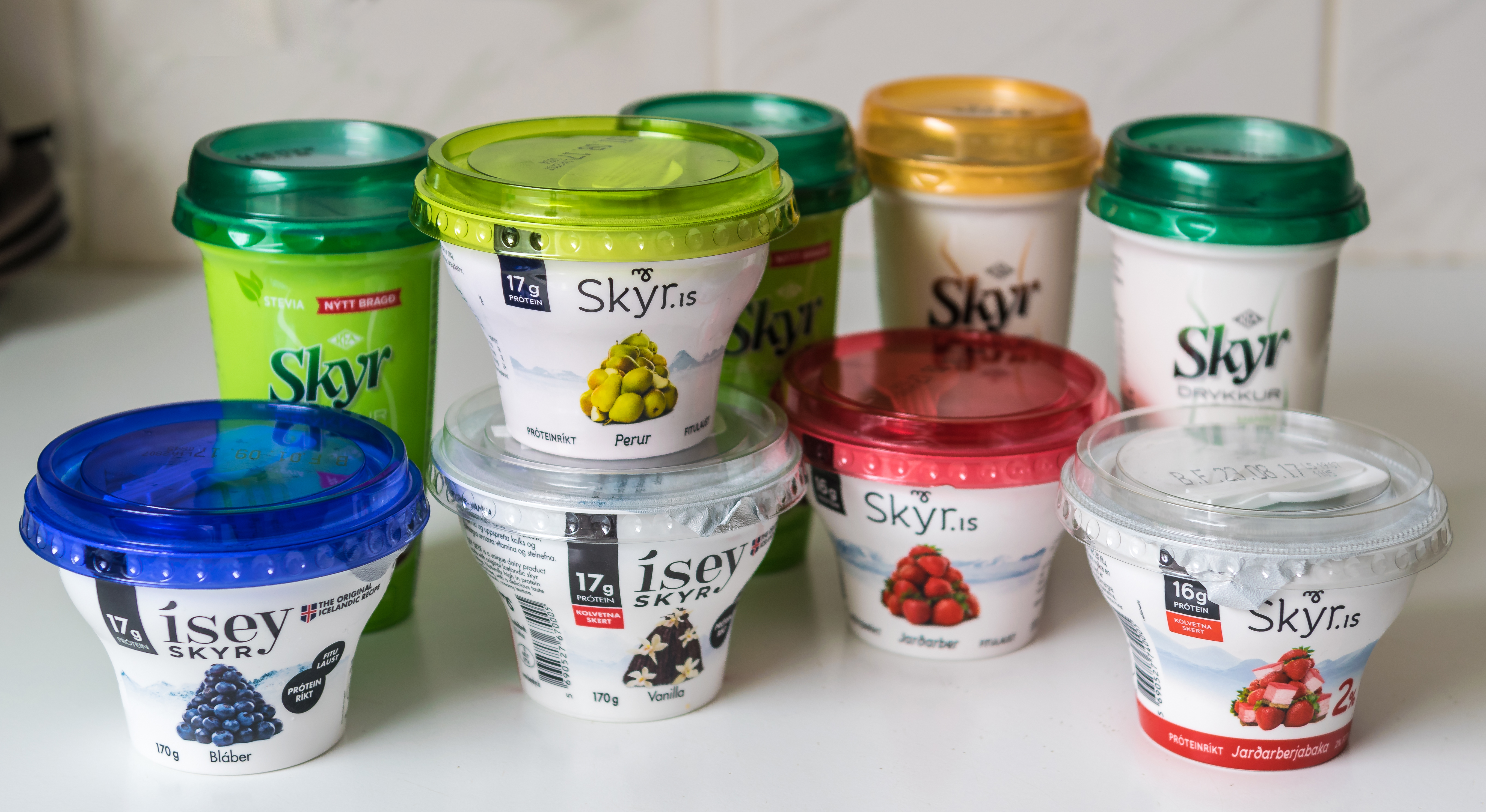
Skyr

De oorspronkelijk skyr is erg zwaar en vet. Het moderne fabricageproces is veranderd om een magerder en lichtere vorm te verkrijgen. Deze vorm van skyr wordt gemaakt van gepasteuriseerde, afgeroomde melk en levende bacterieculturen zoals Streptococcus salivarius subsp. thermophilus en Lactobacillus delbrueckii subsp. bulgaricus (de bacterie die ook voor yoghurtbereiding wordt gebruikt). Daarna wordt "actieve skyr" toegevoegd om de bacteriegroei te stimuleren. Stremsel wordt toegevoegd om de eiwitten te laten uitvlokken en het mengsel wordt gefiltreerd waarmee de wei (mysa in het IJslands) wordt afgescheiden. De overgebleven eiwitmassa vormt de skyr. Er wordt ook eiwitpoeder toegevoegd, afkomstig uit melk. Omdat dit een melkproduct is hoeft het in 2021 niet op de ingrediëntenlijst vermeld te worden. Nederlandse producenten baseren skyr op yoghurt dan wel kwark en vermelden dat op de lijst met ingrediënten.
Traditioneel bereide skyr smaakt zacht zuur met een lichte zoete nasmaak. IJslandse fabrikanten voegen bij de commercieel gemaakte skyr vanaf het begin van de 21ste eeuw allerlei geur-, kleur- en smaakstoffen toe, zoals vanille, blauwe bes of aardbei.

## Gebruik
Skyr is in IJsland en Denemarken een populair product. Skyr zonder toevoegingen bevat ongeveer 10% eiwit, 3% suikers en 0,5% vet. Het heeft een hoog calciumgehalte en is rijk aan vitaminen. Het wordt traditioneel gegeten zonder toevoegingen, maar ook wel met suiker en aangelengd met room. Vanwege het hoge gehalte aan eiwitten is het product net als kwark in trek bij krachttrainers.